# Myoclonie
Pour les articles homonymes, voir Clonie.
La myoclonie (ou clonie, du grec klonos, agitation) est une contraction musculaire rapide, involontaire, de faible amplitude, d'un ou plusieurs muscles.
Des myoclonies peuvent s'observer dans de nombreuses affections neurologiques, notamment lors des crises d'épilepsie partielles ou généralisées ou lors de surdosages médicamenteux. Elles peuvent également se voir de manière physiologique lors de l'endormissement notamment (myoclonies d'endormissement). 

## Causes

### Physiologiques
Il existe des myoclonies physiologiques :
- le hoquet est une myoclonie de certains muscles abdominaux et diaphragmatiques ;
- les myoclonies de l'endormissement ;
- les myoclonies au cours du sommeil du nouveau-né ;
- parfois les myoclonies qui apparaissent au cours d'un effort musculaire intense ou dans la phase de repos qui lui fait suite ;
- le sursaut, secousse de la moitié supérieure du corps en réaction à une surprise.

### Crise d’épilepsie
Des myoclonies peuvent aussi s'observer dans de nombreuses affections neurologiques, par exemple lors de crises d'épilepsie généralisées ou partielles (épilepsie caractéristique d'une atteinte de la zone de l'aire 4 de Brodmann) ou dans certaines encéphalopathies. Ces crises sont aussi appelées bravais-jacksoniennes (crises BJ).
L'épilepsie myoclonique progressive est une affection associant des myoclonies à une démence progressive. Il existe à la puberté une période épileptique, une période de myoclonies, suivie d'une démence.

### Iatrogènes
Certaines myoclonies peuvent survenir lors de surdosages médicamenteux, notamment lors de l'accompagnement d'anti-douleur à la suite du traitement de cancers par chimiothérapie.